# Brahesborg
Brahesborg är känt redan från år 1000, då en av Odense stifts domprostar hade sin bostad i Assens. Här låg också en huvudgård som kallades Bisbo eller Bispestolgaard och som förmodligen hade tillhört Odense biskopsstol. Gården ligger i Gamtofte Sogn, Båg Herred, Assens Kommune. 
Huvudbyggnaden uppfördes 1638-1656 av Jørgen Brahe och fick sitt nya namn Brahesborg. Den byggdes om 1756.
Brahesborgs gods är med Wilhelmsborg 1113 hektar stort.

## Ägare av Brahesborg
- (1400-1530) Odense Bispestol
- (1530-1560) Verner Bertelsen Svale
- (1560-1591) Christen Vernersen Svale / Gabriel Vernersen Svale / Niels Vernersen Svale / Ermegaard Vernersdatter Svale / Birgitte Vernersdatter Svale
- (1591-1600) Sara von Deden gift Svale / Gabriel Vernersen Svale
- (1600-1615) Johannes Christiansen Macchabæus
- (1615-1618) Ove Bille
- (1618-1638) Elsebe Skram gift Bille / Karen Ovesdatter Bille / Hilleborg Ovesdatter Bille
- (1638-1667) Jørgen Steensen Brahe
- (1667-1677) Anne Gyldenstierne gift Brahe
- (1677) Sophie Steensdatter Brahe gift Thott / Anne Steensdatter Brahe gift Rosenkrantz
- (1677-1687) Anne Steensdatter Brahe gift Rosenkrantz / Anne Helvig Knudsdatter Thott / Sophie Knudsdatter Thott / Jytte Dorothea Knudsdatter Thott gift Gjøe
- (1687-1692) Marcus Falksen Gjøe / Holger Rosenkrantz
- (1692-1698) Marcus Falksen Gjøe
- (1698-1708) Charlotte Amalie Marcusdatter Gjøe gift (1) Due (2) Rantzau
- (1708-1716) Manderup Due
- (1716-1771) Christian länsgreve Rantzau
- (1771-1814) Carl Adolph Christiansen lensgreve Rantzau
- (1814-1822) Christian Adolph Frederiksen länsgreve Rantzau
- (1822-1828) Danska staten
- (1828) Willum Frederik Treschow / Frederik Christian Berg
- (1828-1854) Willum Frederik Treschow
- (1854-1869) Frederik Wilhelm Rosenkilde Treschow (styvson)
- (1869-1870) Andrea Bjørn Rothe gift Treschow
- (1870-1911) Carl Adolph Frederiksen Rothe Treschow (son)
- (1911-1951) Frederik Wilhelm Carlsen Treschow (son)
- (1951-1963) Bror Carl Adolf Cederfeld de Simonsen (systersson)
- (1963-1980) Ivar Brorsen Cederfeld de Simonsen (son)
- (1980- ) Peter Ivarsen Cederfeld de Simonsen (son)